# Кухонный флигель Александровского дворца
Кухонный флигель Александровского дворца — памятник архитектуры. Расположен в Пушкине, современный адрес дома — Дворцовая улица, 2 литера Б.
Построен по разработанному Джакомо Кваренги проекту 1793 года в 1794—1795 годах. В 1860-х годах и в 1907 году А. Ф. Видов и С. А. Данини соответственно построили несколько пристроек по периметру дворика здания. В 1897 году С. А. Данини построил тоннель, соединяющий флигель с дворцом (вероятно, тоннель построил архитектор Яковлев, хотя в архивах ГМЗ «Царское Село» сохранился проект овального тоннеля с путями для тележек с посудой авторства Данини; фактически построенный тоннель освещался люкарнами, стены и свод были бетонными, под выходы из тоннеля подвалы дворца и кухни углубили почти на два метра).
Здание двухэтажное, П-образное. Главный фасад обращён на Дворцовую улицу, в его центре — сильно выступающий ризалит в пять осей, на первом этаже сделан высокий широкий проём-ворота для въезда во дворец. Нижняя часть стен рустована по горизонтали, на верхнем этаже сделаны широкий полукруглые окна с обрамлением архивольтами, которые чередуются с прямоугольными окнами и нишами. Всего в здании было 65 помещений, за ним был вырыт пруд: 16 помещений было на первом этаже, в их числе пирожная, заготовочная, желейная, мясная, портомойня, кладовые (одна из них для серебра), квасная, конфетная, бисквитная и кондитерская, на втором были кладовые, бельевая, жилые помещения.
После революции и до Второй мировой войны в корпусе была размещена трикотажная фабрика, на 2020-е годы в нём расположены научно-исследовательские учреждения музея-заповедника «Царское Село».